# Lules
Les Lules sont un peuple autochtone habitant en Argentine. Ils se trouvaient à l'origine dans une partie de la province de Salta et dans les régions voisines du Paraguay et de la Bolivie. Ils ont été déplacés par les Wichís vers le nord-ouest de la province de Santiago del Estero, le nord de la province de Tucumán et le sud de Salta. Leur langue est supposée être apparentée à la vilela avec laquelle elle forme la lule-vilela.

## Histoire

### Origines
Après la campagne punitive contre les indigènes du Chaco menée en 1708 par Esteban de Urizar y Arespacochaga, gouverneur de Tucumán, les Jésuites du Colegio de Salta créent en 1711 à côté du Fort de Balbuena le réduit de San Juan Bautista de Balbuena avec 400 Lules des partialités isistiné et toquistiné ou toquisrineses. Le 7 août 1715, le père Antonio Machoni déplace la mission au fort de Miraflores, situé à quatorze lieues à l'ouest, créant la réduction de San Esteban de Miraflores sur les rives du río Salado. La mission est détruite par les Indiens en 1728, dispersant les Lules. Elle fut rétablie en 1752 à 36 lieues au sud-est de la Salta, sur la rive gauche du fleuve Salado, sur le versant est de la colline de Miraflores. Après l'expulsion des Jésuites en 1768, la mission passe aux Franciscains, mais au début du XIXe siècle, elle est définitivement abandonnée.

### Période contemporaine

Drapeau du peuple lule.

Pendant la période contemporaine, leurs descendants sont en partie métis et acculturés par la population blanche argentine. Parmi leurs communautés, on trouve la communauté Lules-Vilelas d'El Retiro, dans la province de Santiago del Estero. Dans la province de Tucumán, les communautés de El Nogalito (80 familles), Mala Mala (25 familles) et Potrero de Las Tablas (15 familles) sont situées dans le département de Lules. Dans le département de Tafí Viejo, les communautés de El Siambón (45 familles) et La Oyada (15 familles). Dans la province de Salta, c'est la communauté de Lules Las Costas (250 familles) qui présente la plus forte densité.
L'enquête complémentaire sur les peuples autochtones (ECPI) 2004-2005, qui complète le recensement national de la population, des foyers et des logements de 2001 en Argentine, a révélé que 854 personnes en Argentine étaient reconnues et/ou descendaient à la première génération du peuple Lule. Le recensement national de la population de 2010 en Argentine révèle l'existence de 3 721 personnes s'identifiant comme Lule dans tout le pays, dont 1 196 dans la province de Santiago del Estero et 658 dans la province de Tucumán,.
Depuis 1995, l'Institut national des affaires indigènes (INAI) commence à reconnaître un statut juridique en inscrivant au Registre national des communautés indigènes (Renaci) les communautés indigènes d'Argentine, dont deux communautés lules (à Salta et Tucumán), six Lule-Vilelas à Santiago del Estero et une Diaguita Calchaquí-Lules à Salta.